# 3-メチルヘプタン
3-メチルヘプタン(3-Methylheptane)は、オクタンの構造異性体である分岐アルカンである。構造式は、CH3CH2CH(CH3)CH2CH2CH2CH3である。1つのキラル中心を持つ。
屈折率は、1.398 (20 °C, D)である。
消防法に定める第4類危険物 第1石油類に該当する。